# مانا إندو
مانا إندو (باليابانية: 遠藤愛) مواليد 6 فبراير 1971 في هيروشيما، هي لاعبة كرة مضرب يابانية سابقة بدأت مسيرتها كمحترفة سنة 1991 وكانت تلعب باليد اليمنى، اعتزلت اللعب في 1998. أعلى تصنيف لها في الفردي كان 26. أعلى تصنيف لها في الزوجي كان 98. سبق أن شاركت في دورة الألعاب الأولمبية الصيفية.

## روابط خارجية
- مانا إندو على موقع رابطة محترفات التنس (الإنجليزية)
- مانا إندو على موقع الاتحاد الدولي لكرة المضرب (الإنجليزية)
- مانا إندو على موقع كأس بيلي جين كينغ (الإنجليزية)
- مانا إندو على موقع خلاصة التنس.كوم (الإنجليزية)
- مانا إندو على موقع أوليمبيديا (الإنجليزية)